# Худенко Ольга Сергіївна
О́льга Худе́нко  (біл. Вольга Худзенка, 12 травня 1992) — білоруська веслувальниця, олімпійська медалістка.

## Виступи на Олімпіадах
| Олімпіада   | Дисципліна                    | Місце |
| ----------- | ----------------------------- | ----- |
| Лондон 2012 | байдарка-четвірка, 500 метрів | 3     |
| Ріо 206     | байдарка-четвірка, 500 метрів | 3     |
| Токіо 2020  | байдарка-одиночки, 500 метрів | 14    |
| Токіо 2020  | байдарка-двійки, 500 метрів   | 6     |
| Токіо 2020  | байдарка-четвірка, 500 метрів | 2     |

## Зовнішні посилання
- Досьє на sport.references.com [Архівовано 3 лютого 2014 у Wayback Machine.]